# Lago Locone
Il lago Locone è un invaso artificiale situato nel territorio di Minervino Murge (BT), nella parte bassa del bacino del fiume Ofanto. Si tratta di un invaso con diga in terra battuta sul torrente Locone. 

## Descrizione

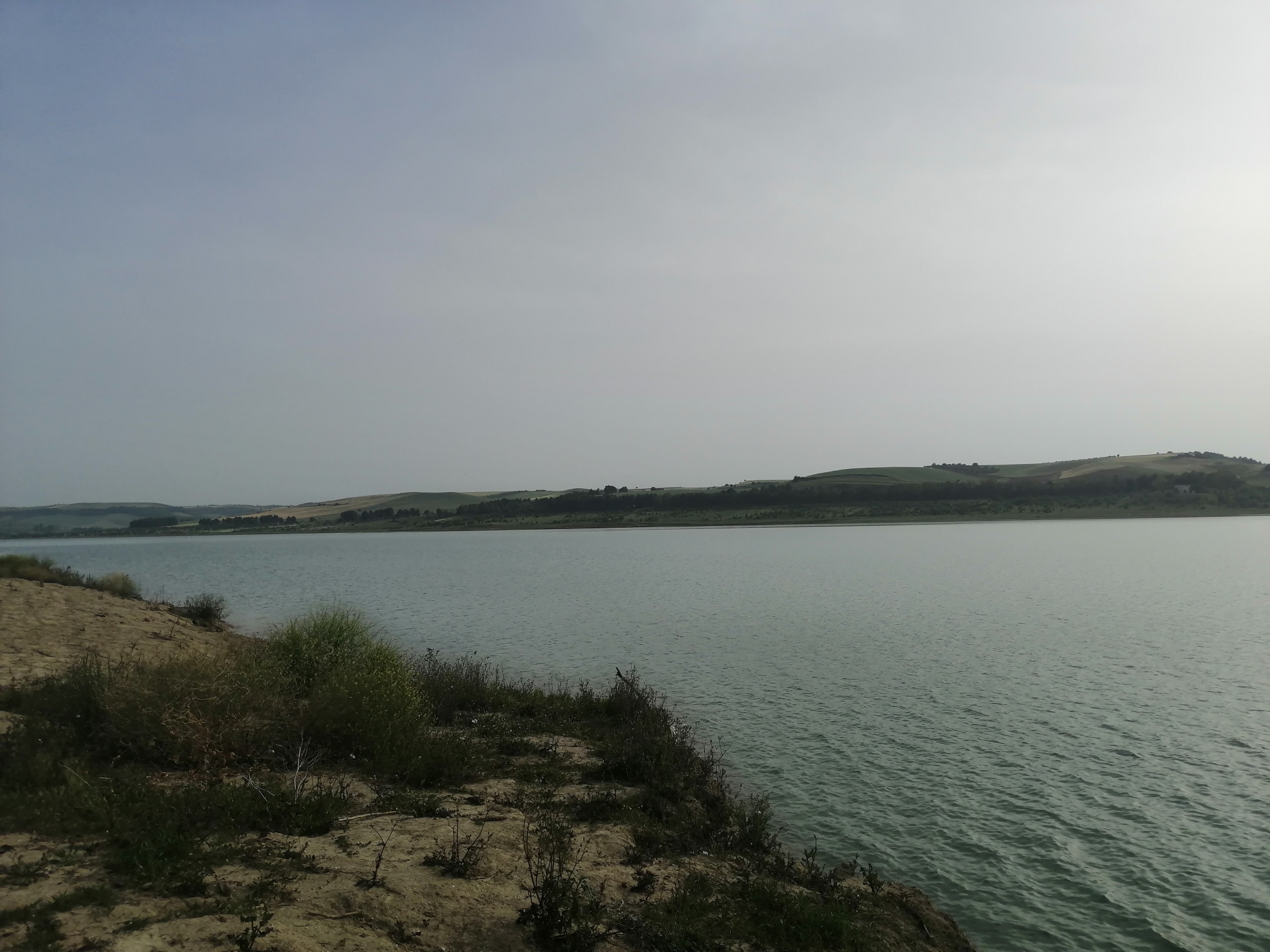

Il bacino ha un perimetro di 22.724,16 m un'estensione di 4.868.783,71 m2  con una capacità massima di 108,00  milioni di metri cubi d'acqua. Rientra nell'ambito dello schema idrico "Ofanto" insieme ad altre sette dighe (Lampeggiano, Rendina, Capacciotti, Osento, Saetta e Conza) e una grande traversa di derivazione, ubicata in località S.Venere al confine tra Puglia e Basilicata.

La diga del Locone è la seconda diga in terra battuta più grande d'Europa. È alta 66,62 m e lunga 1,396 km; l'altezza massima dell'invaso è di 47,39 m. per una lunghezza di 6,3 km. Per la costruzione dello sbarramento sono occorsi circa 9 milioni di metri cubi di materiale .
I lavori per la costruzione della diga sono iniziati il 25 novembre 1982 con il finanziamento della Cassa del Mezzogiorno dal Consorzio di bonifica Apulo-Lucano. I lavori sono terminati nel 1986. 
Per la sua costruzione è stato necessario l'esproprio di 1075 ettari di terreni ricadenti negli agri di Minervino Murge (BT) e di Montemilone (PZ), a cavallo fra Puglia e Basilicata.
È costata 250 miliardi di lire, realizzata da Italstrade (IRI-Italstat) e da Cooperativa Muratori e Cementisti.
Il bacino d'acqua dolce ha ricoperto una valle allagando case e strade, ancor oggi riconoscibili dai tetti e dai comignoli più alti che affiorano al centro della diga. Questo nuovo microclima ha creato l'habitat ideale per aironi, cormorani, svassi e falchi. Ricca di vegetazione in cui è possibile pescare black bass, carpe, ciprinidi. Nella melma sono presenti numerosi esemplari di bivalvi d'acqua dolce appartenenti alla famiglia Unionidae, forse Anodonta cygnea.
Il bacino è meta di cicloturismo, pesca sportiva e attività subacquee.